# Četena Ravan
Četena Ravan je naselje u slovenskoj Općini Gorenjoj vasi - Poljane. Četena Ravan se nalazi u pokrajini Gorenjskoj i statističkoj regiji Gorenjskoj. 

## Stanovništvo
Prema popisu stanovništva iz 2002. godine naselje je imalo 36 stanovnika.